# McGregor New York

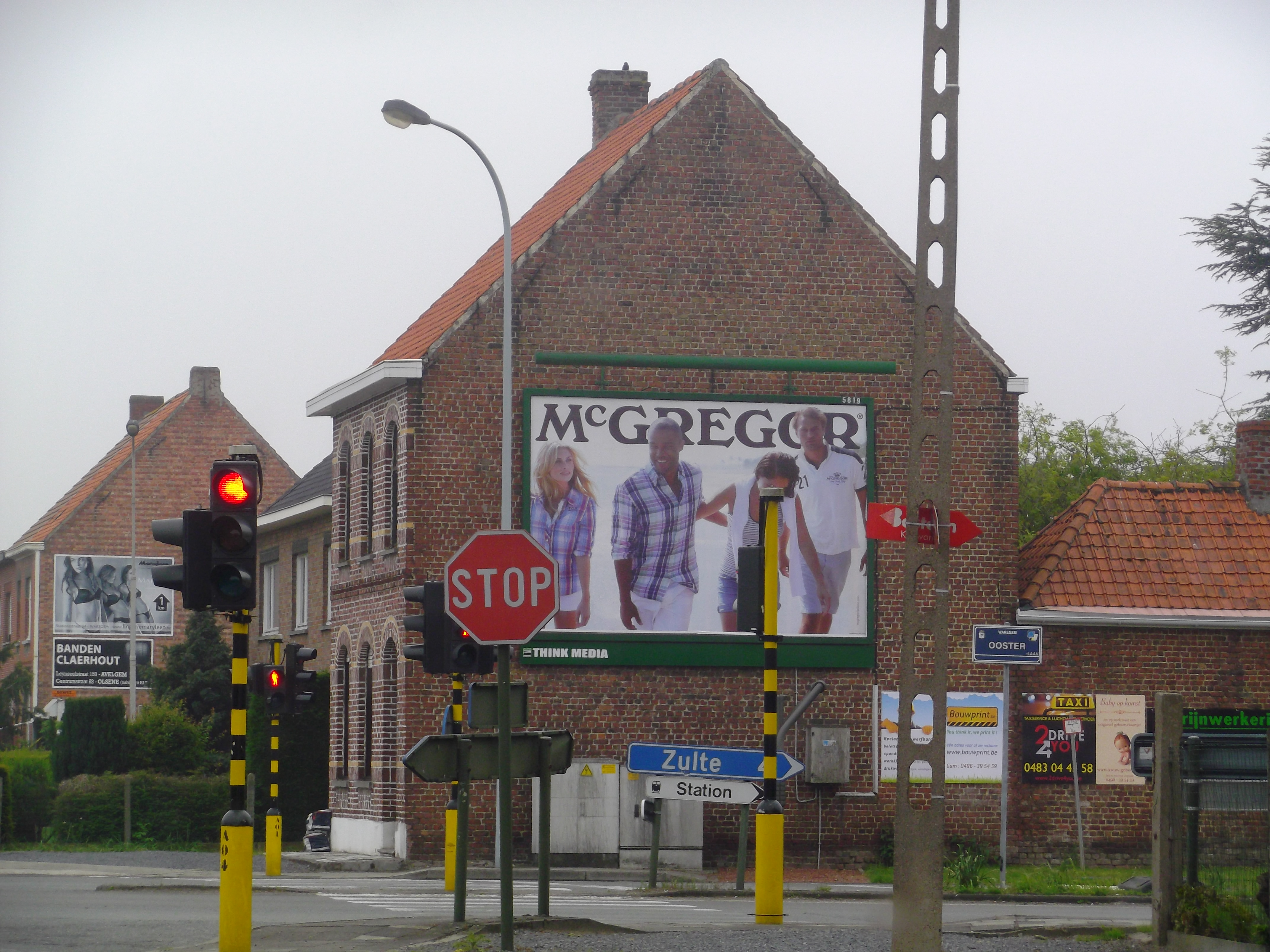

McGregor New York is een van oorsprong Amerikaans kledingmerk, in 1921 opgericht door David D. Doniger. De merkrechten van McGregor zijn in handen van American Icon BV, een Nederlandse investeringsmaatschappij.